# Endofenotyp
Endofenotyp – pojęcie stosowane w epidemiologii genetycznej, zwłaszcza w odniesieniu do genetyki zaburzeń psychicznych. Endofenotyp (fenotyp pośredni) określa kliniczny marker choroby (zaburzenia). W psychiatrii endofenotypami mogą być odmienności neurofizjologiczne, neuropsychologiczne, biochemiczne, endokrynne.
Aby marker mógł zostać uznany za endofenotyp, powinien być:
1. związany z zaburzeniem psychicznym w populacji
2. dziedziczony
3. niezależny od stadium choroby (zaburzenia) i nasilenia objawów
4. współdziedziczony z chorobą (zaburzeniem)
5. częstszy u zdrowych osób z rodziny chorej osoby z niż w populacji ogólnej
6. mierzalny i specyficzny dla badanej choroby (zaburzenia).

Koncepcja endofenotypu początkowo stosowana była do chorób psychicznych o największej odziedziczalności, tzn. choroby afektywnej dwubiegunowej i schizofrenii. Potem stosowano to pojęcie również w badaniach nad genetyką ADHD, choroby Alzheimera, uzależnień, samobójstw.
Pierwotnie pojęcie endofenotypu zostało zastosowane w pracy dotyczącej genetyki populacyjnej owadów. Stosowanie koncepcji w epidemiologii psychiatrycznej zaproponował Irving I. Gottesman i Shields w 1973 roku.